# Allschwiler Weiher

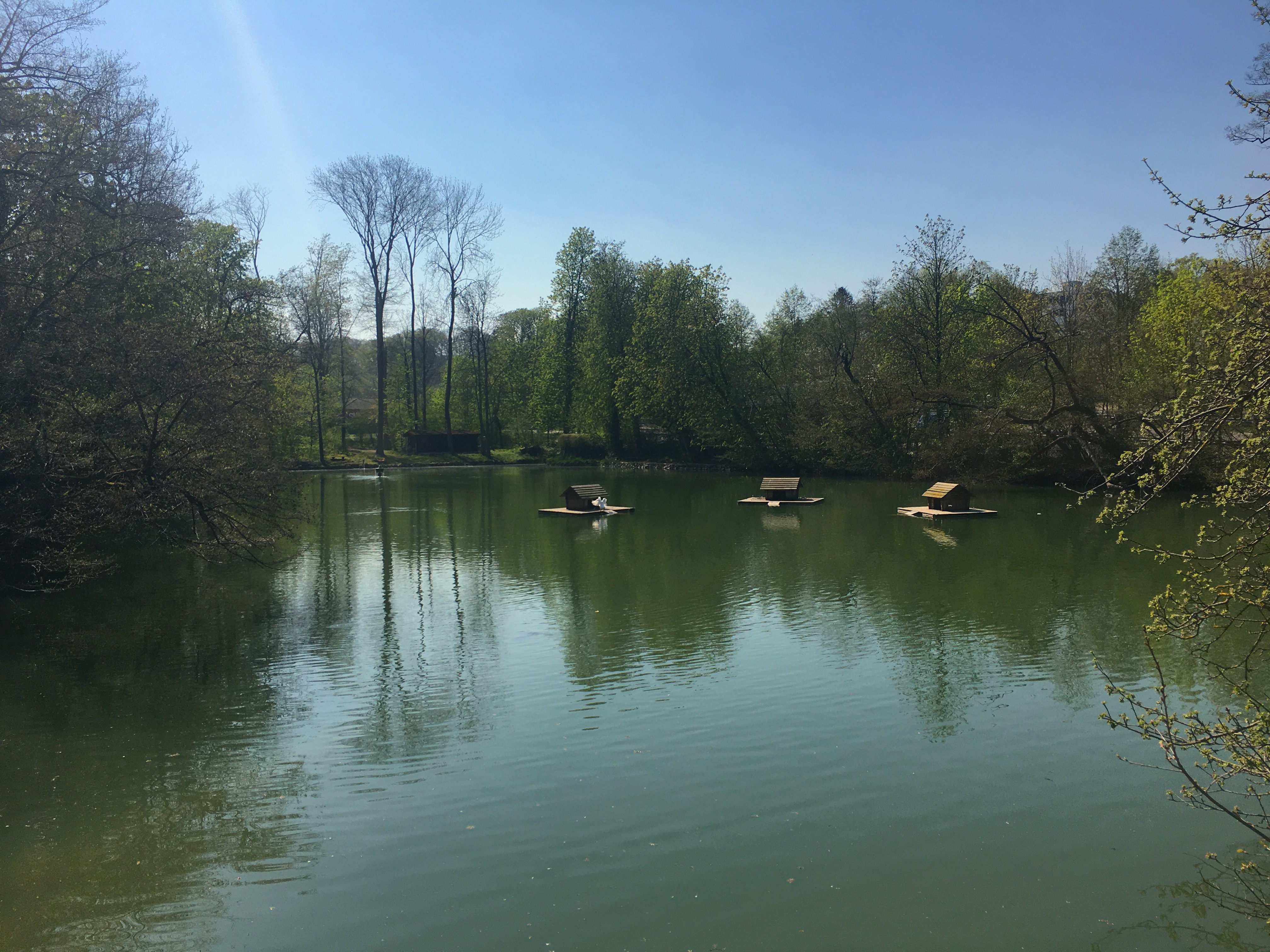
Allschwiler Weiher

Der Allschwiler Weiher (auch Allschwilerweiher) ist ein künstlich angelegter Teich in Allschwil (Kanton Basel-Landschaft) direkt an der Grenze zur Stadt Basel sowie zur Nachbargemeinde Binningen. Er diente über die Jahrhunderte zu verschiedenen Zwecken und ist heute Ausgangspunkt für Freizeitaktivitäten im Allschwiler Wald.

## Geschichte
1672 erwarb die Stadt Basel vom fürstbischöflichen Allschwil beim Austritt des Dorenbachs aus dem angrenzenden Wald ein etwa drei Jucharten grosses Feld, um dort einen Löschwasserteich anzulegen. Nach zweijähriger Bauzeit wurde das Reservoir 1675 erstmals aufgefüllt. 1794 wurde der Teich zu einem Eisweiher umfunktioniert und diente als solcher zur Kühlung von Bier der Actienbrauerei Basel, später auch zum Schlittschuhlaufen im Winter. Ab 1869 wurde er zur Fischzucht genutzt, danach bis 1978 als Spülweiher für die Kanalisation. Seither besteht der Teich als Zierweiher und beherbergt einen grossen Fischbestand sowie diverse Wasservögel (Enten).
Seit 1899 befand sich in der Nähe des Weihers der städtische Schiessplatz. Das Areal mitsamt ehemaligem Schützenhaus wurde Ende 2008 stillgelegt und im Frühling 2013 nach einmonatiger Hausbesetzung abgerissen.
Der Bau des Allschwiler Weihers und die damit verbundene Errichtung eines Überlaufgrabens für den Herrengraben-Kanal 1677 führte zur endgültigen Umleitung des Dorenbachs in Richtung Osten zum Birsig; zuvor floss der Dorenbach teilweise (vor dem Bau des Herrengrabens 1428 gänzlich) in nordöstlicher Richtung via Allschwil direkt in den Rhein.